# Kim Min-hee
Dans ce nom coréen, le nom de famille, Kim, précède le nom personnel.
Pour l’article homonyme, voir Kim.
Kim Min-hee (hangeul : 김민희) est une actrice sud-coréenne, née le 1er mars 1982.

## Filmographie

### Cinéma

#### Longs métrages
- 2000 : Asako in Ruby Shoes (순애보) de Lee Jae-yong
- 2002 : Surprise (서프라이즈) de Kim Jin-seong
- 2005 : Un grand acteur (좋은 배우) de Shin Yeon-shick
- 2008 : Hellcats (뜨거운 것이 좋아) de Kwon Chil-in : Kim Ah-mi
- 2009 : Actresses (여배우들) de Lee Jae-yong : elle-même
- 2010 : Moby Dick (모비딕) de Park In-je : Seong Hyo-gwan
- 2012 : Helpless (화차) de Byeon Yeong-joo : Cha Kyeong-seon
- 2013 : Behind the Camera (뒷담화:감독이 미쳤어요) de Lee Jae-yong
- 2013 : Very Ordinary Couple (연애의 온도) de Roh Deok : Jang Yeong
- 2014 : No Tears for the Dead (우는 남자) de Lee Jeong-beom : Mo-kyeong
- 2015 : Un jour avec, un jour sans (지금은맞고그때는틀리다) de Hong Sang-Soo : Yoon Hee-jeong
- 2016 : Mademoiselle (아가씨) de Park Chan-wook : Hideko
- 2017 : Le Jour d'après (그 후) de Hong Sang-soo : Song Ah-reum
- 2017 : Seule sur la plage la nuit (밤의 해변에서 혼자) de Hong Sang-soo : Yeong-hee
- 2017 : La Caméra de Claire de Hong Sang-soo : Jeon Man-hee
- 2018 : Grass (풀잎들) de Hong Sang-soo : Ah-reum
- 2019 : Hotel by the River (강변 호텔) de Hong Sang-soo : Sang-hee
- 2020 : La Femme qui s'est enfuie (도망친 여자) de Hong Sang-soo : Gam-hee
- 2021 : Introduction (인트로덕션) de Hong Sang-soo : la peintre
- 2022 : La Romancière, le film et le heureux hasard (소설가의 영화) de Hong Sang-soo : Gil-soo
- 2023 : De nos jours (우리의 하루) de Hong Sang-soo : Sang-won
- 2024 : By the Stream (수유천) de Hong Sang-soo

### Télévision

#### Séries télévisées
- 2002 : The Age of Innocence (순수의 시대) : Ji-yoon
- 2004 : My 19 Year Old Sister in Law (형수님은 열아홉) de Lee Chang-han : Choi Soo-ji
- 2006 : Goodbye Solo (굿바이 솔로) de Hwang In-hyeok et Ki Min-soo : Choi Mi-ri
- 2008 : Love and Marriage (연애결혼) de Ki Min-soo et Kim Hyoung-seok : Lee Gang-hyeon

## Distinctions

### Récompenses
- Baeksang Arts Awards 2008 : Meilleure actrice dans Hellcats (뜨거운 것이 좋아)
- Baeksang Arts Awards 2013 : Meilleure actrice dans Very Ordinary Couple (연애의 온도)
- Director's Cut Awards 2016 : Meilleure actrice dans Mademoiselle (아가씨)
- Blue Dragon Film Awards 2016 : Meilleure actrice dans Mademoiselle (아가씨)
- Berlinale 2017 : Ours d'argent de la meilleure actrice pour Seule sur la plage la nuit de Hong Sang-soo
- Locarno 2024 : Léopard de la meilleure interprétation féminine pour By the Stream de Hong Sang-soo

### Nominations
- Baeksang Arts Awards 2012 : Meilleure actrice dans Helpless (화차)
- Blue Dragon Film Awards 2012 : Meilleure actrice dans Helpless (화차)
- Blue Dragon Film Awards 2013 : Meilleure actrice dans Hellcats (뜨거운 것이 좋아)
- Buil Film Awards 2013 : Meilleure actrice dans Very Ordinary Couple (연애의 온도)